# ル・マン
ル・マン（Le Mans）は、フランスの西部に位置する都市で、サルト県の県庁所在地である。伝統的に、メーヌ地方の首都とされてきた。現在、カトリック教会のル・マン司教座が置かれている。

## 歴史
ル・マンはプトレマイオスによって初めて記述された（Geography 2.8.8）。ローマ帝国の都市ヴィンディニウム（Vindinium）は、ガリア人の一部族ハエドゥイ族の従属部族アウレルチ（Aulerci）の首都であった。ル・マンは、チヴィタス・セノマノルム（Civitas Cenomanorum、セノマニ族の都市の意味）として知られていた。これらの都市は、古代ローマ属州ガリア・ルグドゥネンシスにあった。3世紀に建てられたアンフィテアトルムが現在も見られる。
トゥールのグレゴリウスは、フランク族の副王リゴメルが、フランク族領の統合のため遠征したクローヴィス1世によって殺害されたと記載を残している。キリスト教化はフランク王国の時代に行われた。865年、町はヴァイキングの襲撃を受けた。

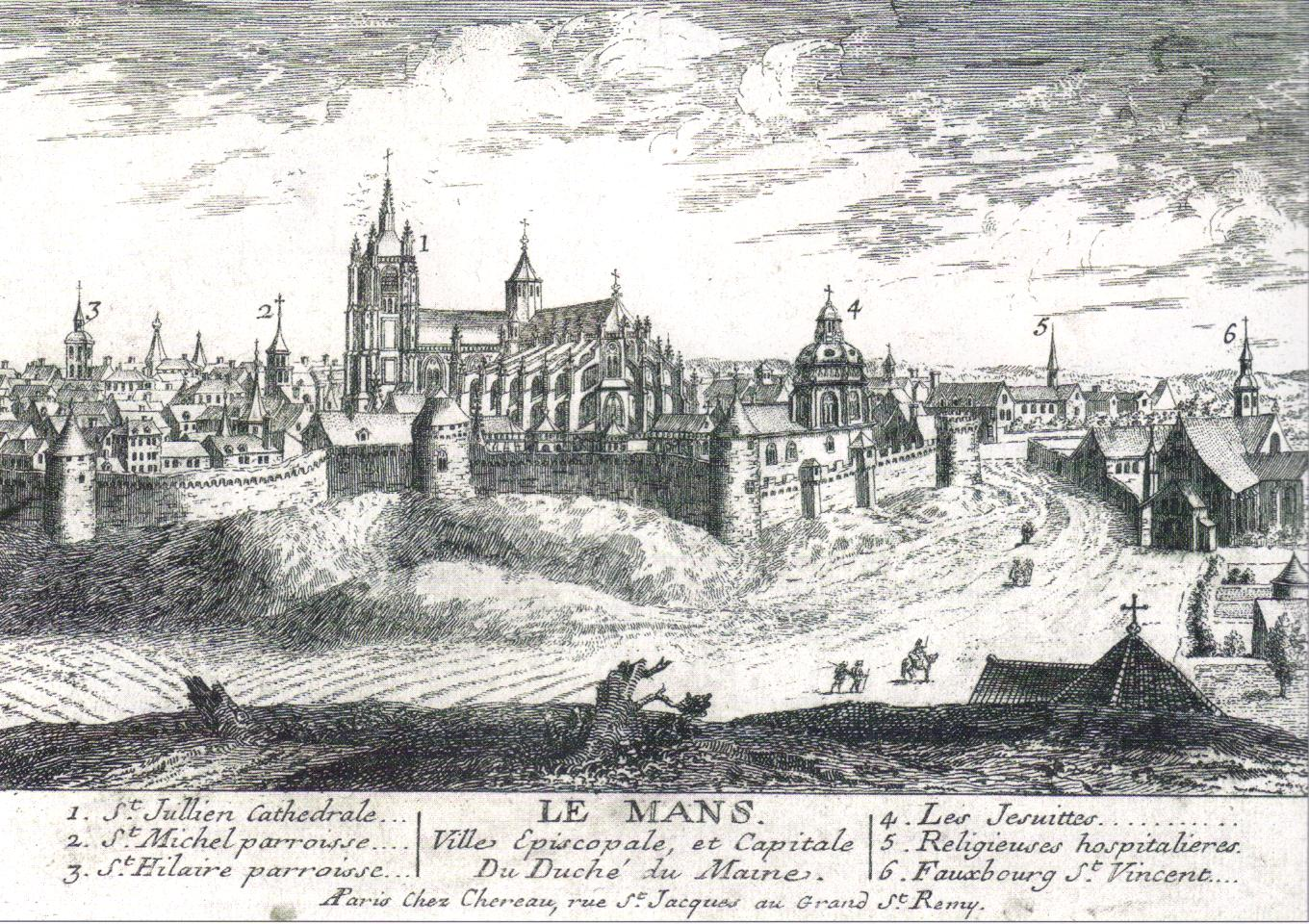
16世紀のル・マン

メーヌ第一の都市として、ル・マンは11世紀にはアンジュー伯とノルマンディー公の抗争の舞台となった。ノルマンディー公がメーヌを手中に収めると、ギヨーム公（のちのイングランド王ウィリアム1世）はイングランドへ侵攻し成功した。しかし、1069年に市民の反乱が起こりノルマン人が追放され、エステ辺境伯アルベルト・アッツォ2世・デステの子ユーグが、メーヌ伯ユーグ5世を自称した。事実上のメーヌ伯位を持つのはイングランド王であったが、長年敵対してきたアンジュー伯家がイングランド王家と縁戚関係を結んだことで、フールク・ダンジューがメーヌ伯となった。ヘンリー2世とその王子たちとの内戦時代に、ル・マンは攻撃され火を放たれた。
ルネサンス時代のル・マンには、ジャック・ペルティエら、プレイヤード派と呼ばれる詩人・文筆家が集った。フランソワ・ラブレーとピエール・ド・ロンサールは、ル・マンで互いに知り合った。
17世紀から18世紀には、ル・マンは織物業の町として繁栄した。
第二次世界大戦中、ル・マンはナチス・ドイツに占領されていた。ノルマンディー上陸作戦の勝利後、1944年8月8日、アメリカ軍（en）がル・マンを解放した。

## 人口統計
| 1962年  | 1968年  | 1975年  | 1982年  | 1990年  | 1999年  | 2006年  | 2012年  |
| ------- | ------- | ------- | ------- | ------- | ------- | ------- | ------- |
| 132 181 | 143 246 | 152 285 | 147 697 | 145 502 | 146 105 | 144 016 | 143 599 |

source=1999年までLdh/EHESS/Cassini、2004年以降INSEE

## 交通
- パリモンパルナス駅よりフランス国鉄LGV大西洋線のル・マン駅まで約1時間

## 見どころ
ル・マンには保存状態の良い旧市街（Cité Plantagenêt、Vieux Mansとも呼ばれる）と、大聖堂がある。サン＝ジュリアン・デュ・マン大聖堂は、市の初代司教であるル・マンの聖ユリアヌスへ捧げられた。その他、旧市街の古代ローマの残余、河岸のローマ浴場がある。

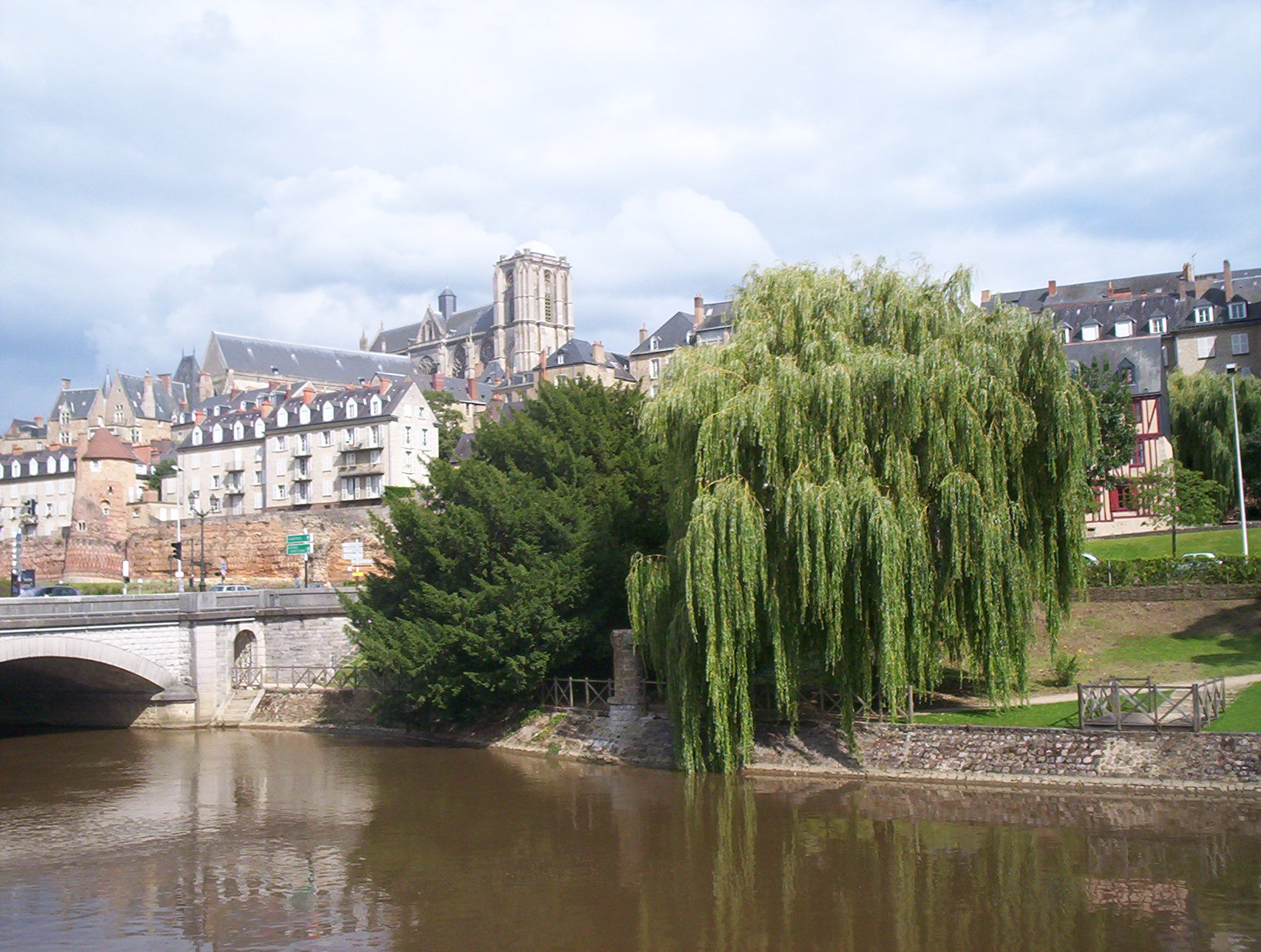
旧市街、シテ・プランタジュネ。後方にはガロ＝ロマン時代に築かれた城壁が見える

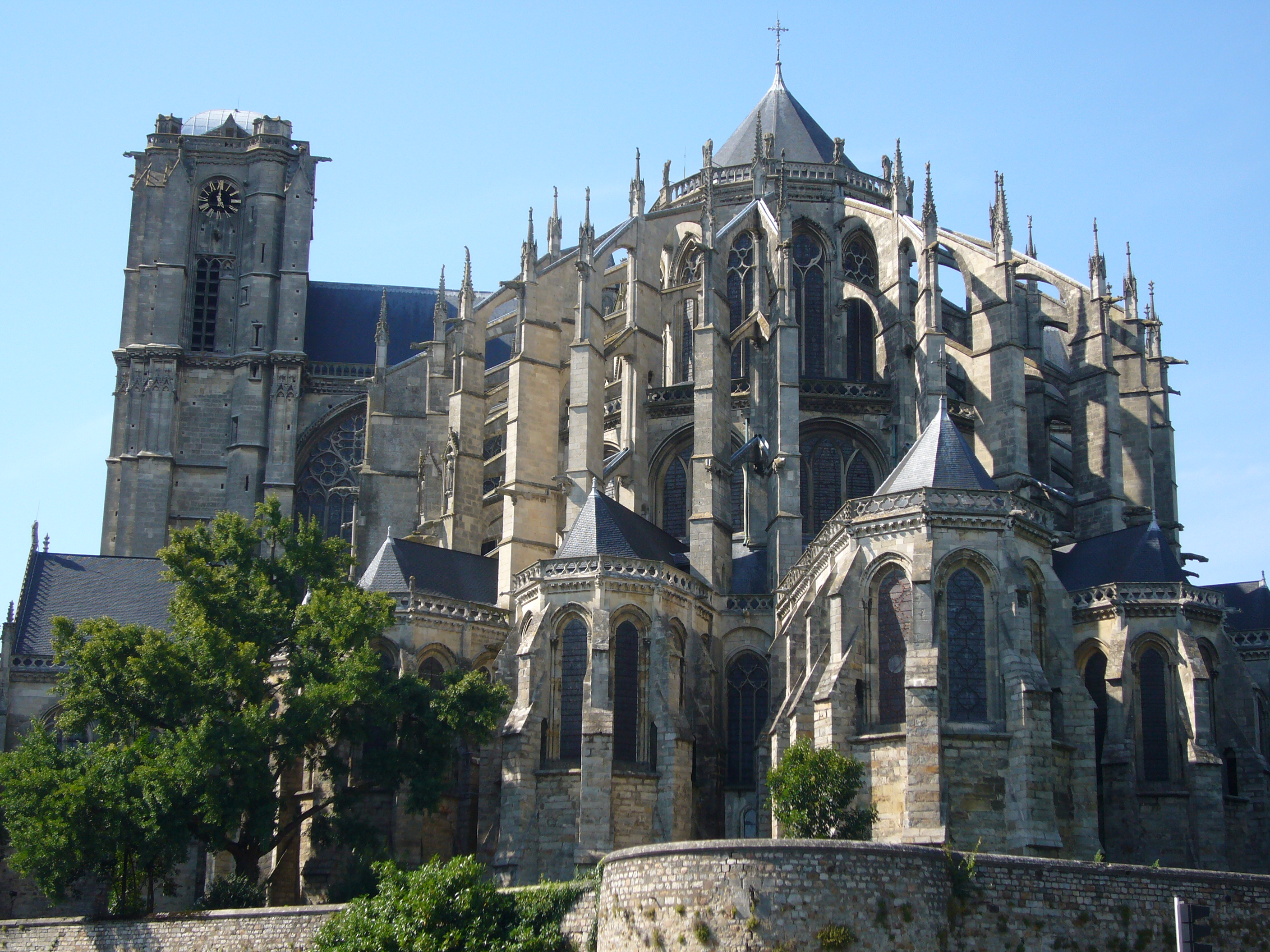
サン＝ジュリアン・デュ・マン大聖堂

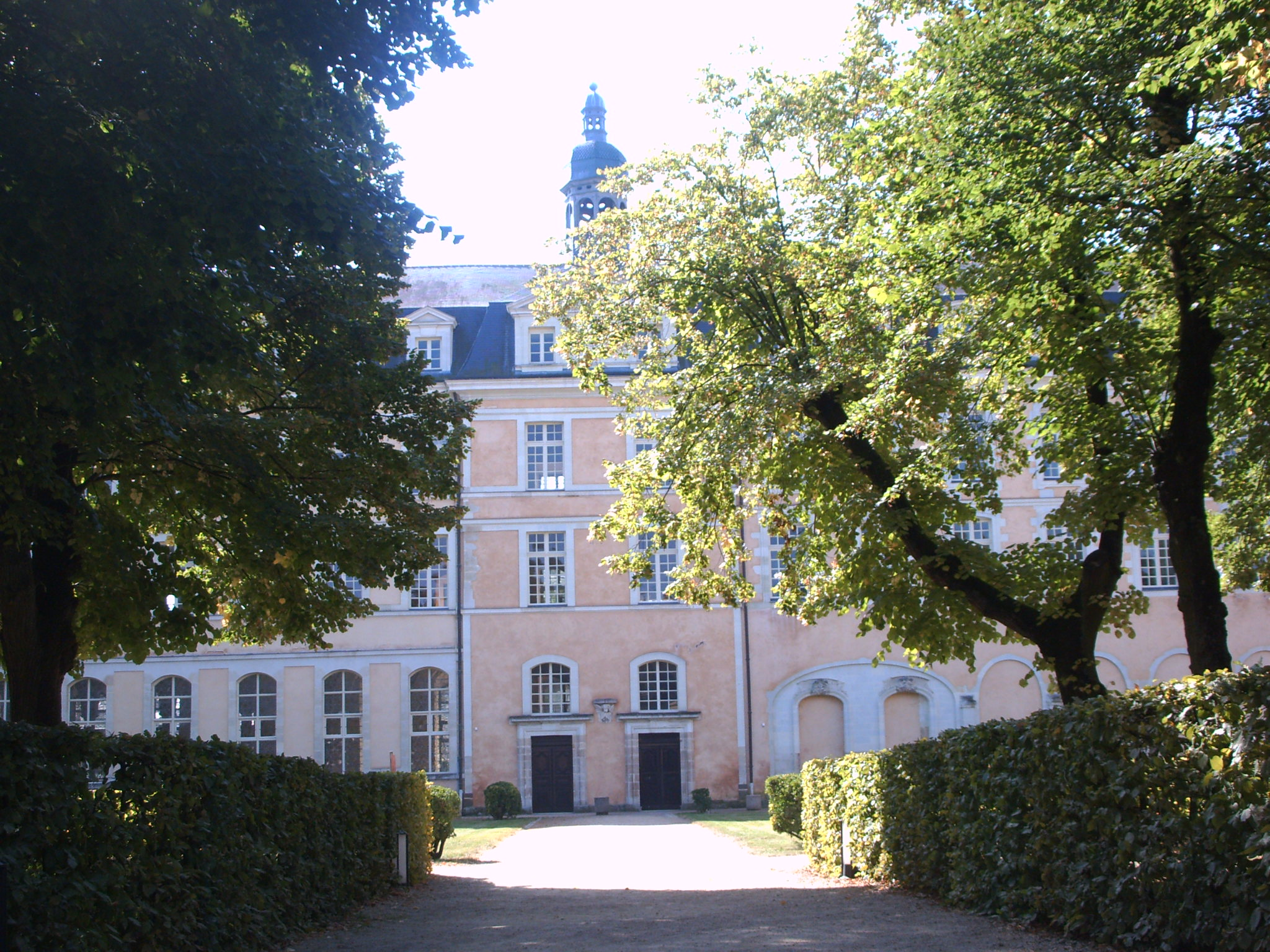
リセー・ベルヴュ（旧サン＝ヴァンサン修道院）

## 産業
- 冶金
- 自動車製造
- 電機産業
- サービス業

## スポーツ

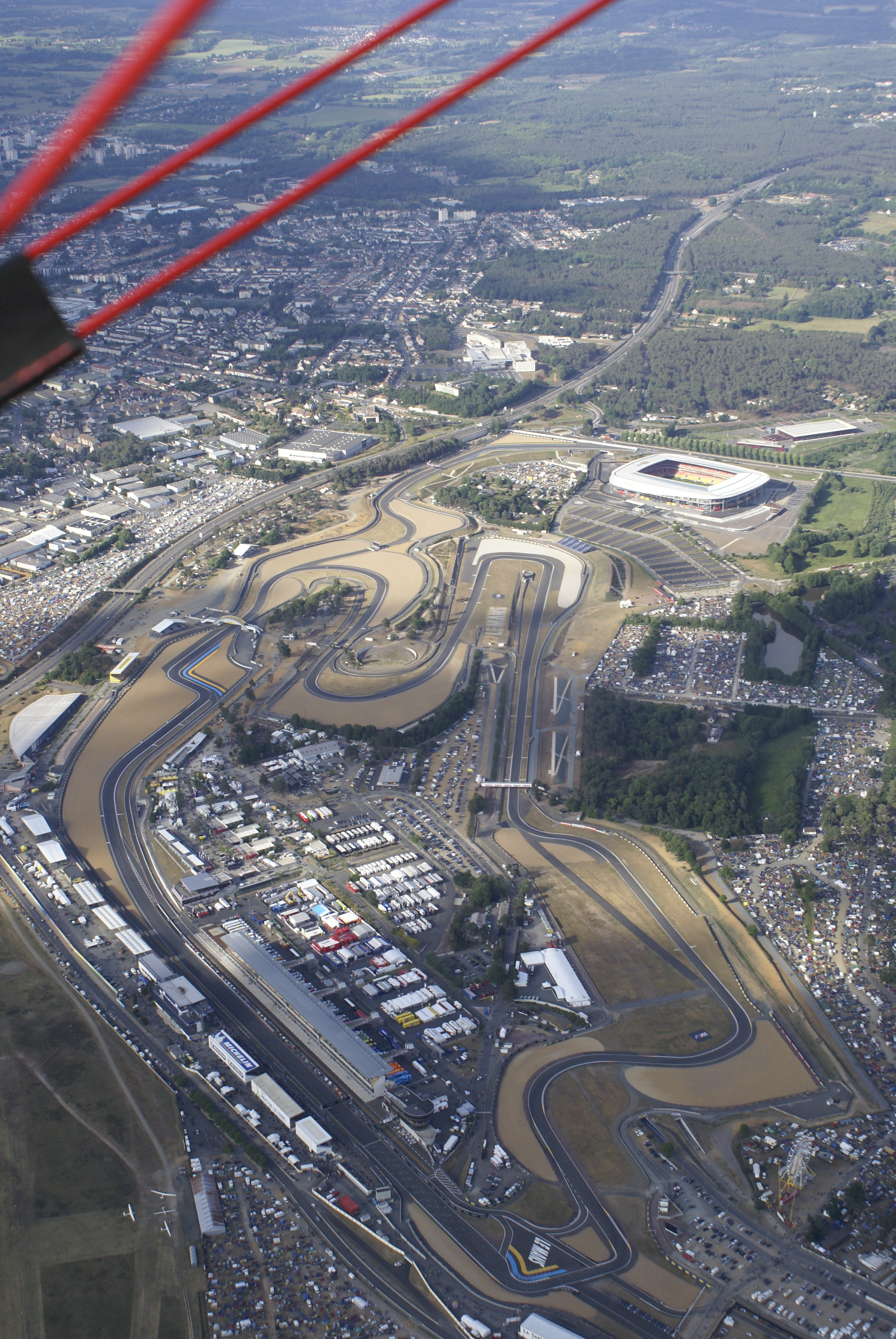
ブガッティ・サーキット

ブガッティ・サーキットと、ブガッティ・サーキットの一部および公道で構成されるサルト・サーキットがあり、1923年以降行われているル・マン24時間レースなどモータースポーツの開催地として知られている。同レースの主催者であるフランス西部自動車クラブ（ACO）の本部も置かれている。
松井大輔が所属していたプロサッカークラブのル・マンUCの本拠地でもある。

## 著名な出身者
- ジョフロワ5世  - アンジュー伯
- ヘンリー2世 - イングランド王。ジョフロワ4世の子
- フランソワ・フィヨン - 政治家
- セバスチャン・ボーデ - レーシング・ドライバー
- ジョー＝ウィルフリード・ツォンガ - プロテニス選手

## 姉妹都市
- パーダーボルン、ドイツ 1967年
- ボルトン、イギリス 1974年
- キンタナル・デ・ラ・オルデン、スペイン 1980年
- ロストフ・ナ・ドヌ、ロシア 1981年
- ハウザ、西サハラ 1982年
- ヴォロス、ギリシャ 1983年
- 鈴鹿市、日本 1990年
- 咸陽市、中国 2001年